# Boyana Glacier
Boyana Glacier är en glaciär i Antarktis. Den ligger i Sydshetlandsöarna. Argentina, Chile och Storbritannien gör anspråk på området. Boyana Glacier ligger 64 meter över havet.
Terrängen runt Boyana Glacier är varierad. Havet är nära Boyana Glacier åt sydost. Trakten är glest befolkad. Närmaste befolkade plats är St. Kliment Ohridski Base, 15,5 kilometer nordväst om Boyana Glacier. 